# Katten också
Katten också (That Darn Cat) är en amerikansk film från Walt Disney Pictures gjord 1997 om den unga detektiven Patti Randall (spelad av Christina Ricci) och hennes katt som löser brott. Filmen regisserades av Bob Spiers och bygger på en bok av Gordon och Mildred Gordon, som tidigare filmats 1965 (svensk titel: Agent DC). Den har även publicerats som en serietidning, där scenerna från den första varianten av filmen har ritats av. I den svensk-översatta varianten av den tidningen så kallades katten för KK, vilket då var en förkortning för den Knepiga Katten.

## Rollista
| Christina Ricci           | – Patti              |
| Doug E. Doug              | – Agent Zeke Kelso   |
| Dean Jones                | – Mr. Flint          |
| George Dzundza            | – Boetticher         |
| Peter Boyle               | – Pa                 |
| Michael McKean            | – Peter Randall      |
| Bess Armstrong            | – Judy Randall       |
| Dyan Cannon               | – Mrs. Flint         |
| John Ratzenberger         | – Dusty              |
| Megan Cavanagh            | – Lu                 |
| Estelle Parsons           | – Old Lady McCracken |
| Rebecca Schull            | – Ma                 |
| Thomas F. Wilson          | – Melvin             |
| Brian Haley               | – Marvin             |
| Mark Christopher Lawrence | – Rollo              |